# Franciscus Baes
Franciscus Baes SJ (* 8. April 1615 in Antwerpen; † 17. März 1670 in Den Haag) war ein niederländischer Jesuit.

## Leben
Franciscus Baes wurde am 8. April 1615 als Sohn von Henricus Baes und Maria Magdalena van Wyck in Antwerpen geboren. Der Kartäuser Egidius Baes († 4. September 1652) war wahrscheinlich sein Bruder. Er trat am 6. Oktober 1631 in Mechelen in das Noviziat der Gesellschaft Jesu ein. Nachdem er an verschiedenen Kollegien unterrichtet und sein Theologiestudium in Löwen abgeschlossen hatte (Priesterweihe am 13. März 1644, Profess am 12. Dezember 1649), wurde er nach Sint-Winoksbergen geschickt, wo er sich durch sein Predigertalent und seinen Eifer auszeichnete. Er erbat und erhielt eine Mission im überwiegend protestantischen Holland und wurde zunächst mit der Betreuung der Katholiken in Nordbrabant beauftragt. Einige Jahre hielt er sich in Etten auf, bis er 1655 als Nachfolger von P. Thomas Crom zum Hauskaplan des spanischen Gesandten in Den Haag/'s-Gravenhage, Don Esteban de Gamarra, bestellt wurde. Dieses wichtige Amt hatte er bis zu seinem Tod am 17. März 1670 inne.
Baes’ seelsorgerische Tätigkeit beschränkte sich jedoch nicht auf den Haushalt des Botschafters, sondern erstreckte sich auch auf die Katholiken der Stadt. Dies erregte so viel Ablehnung unter den Protestanten, dass das Botschaftsgebäude mit einem großen Aufgebot umstellt wurde, um zu verhindern, dass nicht zum Haushalt gehörende Personen an den Gottesdiensten teilnahmen. Selbst die niederländischen Generalstaaten verabschiedeten 1655 eine Resolution, die den Zugang zur spanischen Botschaft für Haushaltsfremde sperrte. Im selben Jahr wurde die Arbeit von Baes durch eine Entschließung der vatikanischen Propagandakongregation auf den Haushalt des Gesandten beschränkt, was in der Praxis jedoch nicht eingehalten wurde. Baes erhielt vom spanischen König eine Zulage von 2 Gulden pro Tag; für den restlichen Unterhalt sorgte der Gesandte selbst.
Van Spilbeeck vermutet in ihm den Jesuiten, bei dem die pfälzische Prinzessin Luise Hollandine 1658 zum Katholizismus konvertierte.